# カラスビシャク
カラスビシャク（烏柄杓、学名：Pinellia ternata）とは、サトイモ科の植物の一種である。別名や、乾燥させた根茎は半夏（はんげ）の名で知られる。花は小型の仏炎苞で、ひものような付属体が上部に伸びるのが特徴。

## 名前
和名の由来は、仏炎苞とよばれる花の独特の形状が、役に立たないという意味でカラスが使う柄杓に見立てられて名付けられている。別名は、ハンゲ（半夏）、ヘソクリ、へブスともよばれる。日本の地方により、ヒャクショウナカセ（百姓泣かせ：鹿児島県）、カラスノオキュウ（烏のお灸：群馬県）の方言名でも呼ばれている。別名の「ヘソクリ」は、この草が、昔は漢方薬に使うため、根茎を掘って薬屋に売って小銭をためたというところからきている。陶穀の『清異録』には「痰宮劈歴」の別名がある。
花言葉は、「心落ち着けて」である。

## 分布・生育環境
日本では北海道から九州・沖縄まで広く分布し、国外では中国、朝鮮半島から知られる。日本の分布は人為的なものと考えられ、中国から古くに帰化した史前帰化植物と考えられている。
北アメリカの一部では、侵略的外来種として問題視されている。
半日陰から日当たりの良い山地の道端や畑地、川原、花壇の中などに自生し、畑では雑草になる。抜き取っても根茎は地下に残るために根絶は困難で、畑の害草として知られる。

## 形態・生態
小形の多年草。地下の根茎または、葉柄や地面の近くにむかごを作って繁殖し、駆除が困難なほど繁殖力は旺盛である。
地下茎は1センチメートル (cm) 内外の球形で、その上から根と茎葉が出る。草丈は20 - 40 cm。葉は、球茎から伸びて立ち上がり、長い葉柄がついて先端につく。葉身は卵形から矛形、3小葉の複葉へと変化し、若いものは1葉のものもある。3小葉の基部や、長さ8 - 16 cmの葉柄の途中には、三角形のムカゴをつけ、落ちて繁殖する。
開花期は初夏から夏（5 - 8月）で雌雄同株。花茎が1本立ち上がり、葉よりもずっと高く、頂にマムシグサの花のような長さ6 - 10 cmある仏炎苞に包まれた肉穂花序をつける。花軸の上部は雄花群、下部に雌花群をつける。テンナンショウ属のものによく似た花で、苞の色は紫色か緑色である。花序の軸の先端が糸状に細長く伸びて苞の外に出ているので、ウラシマソウを小さくしたような花序の姿をしている。ただしこの属の特徴として雌花序部が背面で仏炎苞に癒合しているので、筒部の下半分がやや細くなって見える。
夏に花が終わると地上部は枯れる。

## 分類
この植物は花の形がウラシマソウによく似ている。むしろテンナンショウ属の多くより似ているくらいであるが、苞の中の柱状の花序がその背面で苞と癒合するなど、はっきりと異なる点から別属とされる。同属のハンゲ属としては日本にはもう1種、オオハンゲ P. tripartita がある。一回り大きく高さは50 cmになり、葉は深く3裂する。本州中部から奄美大島まで、限られた場所に出る。
近縁にニオイハンゲがあり、花に芳香が有り、園芸店などで販売されている。

## 変異
変異が多く、カラスビシャクの下位分類に次の3品種がある。
- シカハンゲ Pinellia ternata (Thunb.) Breitenb. f. angustata (Schott) Makino -3枚の小葉が線形になる。
- ムラサキハンゲ Pinellia ternata (Thunb.) Breitenb. f. atropurpurea (Makino) Ohwi　-苞の内側が暗紫色になる。
- ヤマハンゲ Pinellia ternata (Thunb.) Breitenb. f. subcuspidata Honda -小葉の先端が長く伸びる。

## 生薬
根茎の皮のコルク層を除いて乾燥させたものは、半夏（はんげ）という生薬であり、日本薬局方に収録されている。半夏は、なるべく大きいのがよく、桶に砂と一緒に根茎を入れて水を加え、板で攪拌して外皮を完全に取り除き、水洗いを重ねて砂、皮を取り除いて、生石灰粉をまぶして、筵に広げて天日干しして作られる。
鎮吐作用のあるアラバンを主体とする多糖体を多く含んでおり、半夏厚朴湯（はんげこうぼくとう）、半夏瀉心湯（はんげしゃしんとう）、抑肝散加陳皮半夏（よくかんさんかちんぴはんげ）などの漢方方剤に配合される。他にホモゲンチジン酸を含む。またサポニンを多量に含んでいるため、痰きりやコレステロールの吸収抑制効果がある。またかつては、つわりの生薬としても用られていた。半夏の用量は1日量1.5 - 4グラムであるが、処方は漢方処方に従うのが良いとされる。なお、乾燥させず生の状態では、シュウ酸カルシウムを含んでおり食用は不可能。
カラスビシャクが生える7月2日ごろが半夏生という雑節になっている。

## 参考画像
- 小葉は3葉
- 葉柄の中ほどにつけるムカゴ
- 半夏（丹波市立薬草薬樹公園）
- 半夏（生薬）